# Väätäjä
Väätäjä är en sjö i kommunen Pudasjärvi i landskapet Norra Österbotten i Finland. Arean är 42 hektar och strandlinjen är 4,11 kilometer lång. Sjön  ingår i Ijo älvs huvudavrinningsområde.   Den ligger omkring 110 kilometer öster om Uleåborg och omkring 570 kilometer norr om Helsingfors. 